# سلمان حسام
سلمان حسام (زاده۹آذر ۱۳۲۶) پرتابگر سابق دیسک و بازیگر سینما اهل ایران است.

## زندگی‌نامه
سلمان حسام متولد بندرانزلی سال‌ها عضو تیم ملی دو و میدانی ایران بود.او دو فرزند دارد،به نامهای علی و امیر. وی نماینده ایران در بازی‌های المپیک تابستانی ۱۹۷۶ بود و در بازی‌های آسیایی تهران (۱۹۷۴) در رشتهٔ پرتاب دیسک برندهٔ مدال برنز شد. او بعدها به بازیگری روی آورد و در چند فیلم ایرانی به ایفای نقش پرداخت.